# Tyana literata
Tyana literata är en fjärilsart som beskrevs av Alfred Ernest Wileman 1910. Tyana literata ingår i släktet Tyana och familjen trågspinnare. Inga underarter finns listade i Catalogue of Life.